# 林至涵
林至涵（1980年11月14日—），台灣人，台灣棋院第二位九段職業圍棋棋士，師從林聖賢八段門下。2012年，第二屆世界智力精英運動會擊敗當時中國等級分第一的陳耀燁九段，拿下男子個人銅牌，為個人在國際比賽最好成績。

## 生平
- 2001年　入段，年度勝率王30勝6負83.33%
- 2002年　個人首冠，第一屆新人王。並列年度最多對局54局。
- 2003年　年度勝局王54勝16負，年度勝率王77.14%。
- 2004年　個人第十冠東鋼盃。年度四冠王。年度勝局王59勝25負。年度對局王84局。
- 2005年　個人二百勝
- 2006年　
  - 史上第一位由預選賽打入LG本賽的台灣棋士。
  - 史上第二位由預選賽打入國際賽本賽的台灣棋士（代表台灣棋院），（首位陳國興（代表中國圍棋會）1998年第九屆東洋證券盃。
  - 史上第三位由預選賽打入國際賽本賽的台灣在籍棋士（台灣棋院），（第二位2005年陳詩淵（代表韓國棋院，台灣棋院在籍）三星杯）。
- 2007年　
  - 　個人三百勝達成（台灣第二位），最快紀錄6年11月，時年27歲1月。
  - 　首屆力兆盃冠軍，年度最多連勝（12連勝）。
- 2009年
  - 1月9日胜周俊勋，首次进入富士通杯本赛。到3月为止，拥有台湾天元、国手、碁圣、CMC等冠军头衔。

## 升段紀錄
- 2001年1月1日 初段
- 2001年7月8日 二段
- 2002年4月30日 三段
- 2003年5月8日 四段
- 2003年12月30日 五段
- 2004年9月16日 六段
- 2004年12月21日 七段
- 2007年5月15日 八段
- 2009年9月15日 九段

## 戰績

### 國內戰績
- 職業生涯累績14個冠軍13個亞軍，得獎數僅次於周俊勳，陳長清，台灣圍棋史上排第三。

| 頭銜     | 期數     | 通算期數 | 備註                        |
| -------- | -------- | -------- | --------------------------- |
| 天元     | 第2期    | 通算1期  | 累積1冠2亞，本賽連續在籍6年 |
| 王座     |          |          | （累積1亞）本賽連續在籍3年  |
| 國手     |          |          | 本賽連續在籍3年             |
| CMC盃    | 第5，6屆 | 通算2期  | 累積2冠1亞                  |
| 愛心盃   | 第1屆    |          | 1亞                         |
| 東鋼盃   | 第4屆    | 通算1期  | 累積1冠1亞                  |
| 力兆盃   | 第一屆   | 通算1期  | 累積1冠                     |
| 新人王戰 | 第1，2屆 | 通算2期  | 累積2冠2亞                  |
| 棋院杯   | 第1，2期 | 通算2期  | （累積2冠2亞）              |
| 亞藝杯   | 第2屆    | 通算1期  | （累積1冠1亞）              |
| 棋靈王盃 | 第2，3屆 | 通算2期  | 累積2冠1亞                  |
| 魔戒盃   | 第2，3屆 | 通算2期  | 累積2冠1亞                  |

- 台灣棋院盃，2005年改制為王座戰。
- 亞藝盃，2005年改制為國手戰。詳見台灣國手戰。

### 國際戰績
- 國際個人賽出場4次，累計成績3勝4負。
- 國際團體賽出場1次，累計成績2負。
- 總計出場4次，總成績3勝6負 34%
  - 對中 0勝1負 0%
  - 對韓 2勝4負 34%
  - 對日 1勝1負 50%

| 頭銜     | 年份           | 期數        | 最佳成績 | 註                  |
| -------- | -------------- | ----------- | -------- | ------------------- |
| LG盃     | 2006年         | 第11期      | 十六強   | 本賽1次，1勝1負     |
| 三星盃   | 2006年         | 第11期      | 預決     | 本賽0次             |
| 富士通盃 | 2009年         | 第22期      | 本賽24強 | 本賽1次             |
| 中環盃   | 2004年         | 第1，3期    | 八強     | 本賽3次，2勝3負     |
| CSK杯    | 2002年         | 第1期       | 本賽2負  | 本賽1次（2006停辦） |
| 新銳賽   | 2004年－2006年 | 第5-7屆本賽 | 2勝7負   | 非正式賽            |